# Mountain Breeze
«Mountain Breeze» ([maʊntn̩ ˈbriːz]) — український попрок гурт з Полтави. Фіналісти сьомого сезону талант-шоу «X-Фактор», учасники Національного відбору на Євробачення-2018.

## Історія

### Формування гурту та перші творчі кроки (2014—2016)
Гурт був створений 14 березня 2014 фронтменом колективу Олександром Біляком (вокал, гітари) і його другом. Невдовзі до гурту приєднався рідний брат Олександра Ілля (барабани, перкусія). Музиканти почали з виконання кавер-версій відомих пісень, які вони поширювали в Інтернеті. На офіційному каналі в Youtube опубліковано близько 20 відеокаверів на популярні англомовні хіти.

### «Х-Фактор»
У 2016 році Mountain Breeze взяли участь у кастингу сьомого сезону талант-шоу X-Фактор. Виконавши «Sweater Weather», за одноголосним рішенням суддів, хлопці пройшли далі, а кавер на цю пісню був гідно оцінений авторами хіта — гуртом The Neighbourhood.
Одним з найбільш знакових виступів за час прямих ефірів став номер «Catch You», виконаний у дуеті з британською співачкою Sophie Ellis-Bextor.
Mountain Breeze залишили шоу за крок до суперфіналу, посівши третє місце. Їх наставником у шоу був Андрій Данилко, який продовжив співпрацю з музикантами і після закінчення проєкту.

### 2017
Після участі у шоу «X-Фактор» склад гурту змінився. На заміну учаснику, котрий залишив колектив, прийшов бас-гітарист Михайло Малий.
У травні 2017 року Mountain Breeze підписали контракт з компанією Mamamusic.
17 травня музиканти презентували свій перший сольний сингл «Running Low», створений у співпраці з шведськими музикантами Chris Wahle і Andreas Öhrn. Пісня була написана спеціально для участі в Eurovision Song Contest 2017. Але, з невідомих причин, навіть не була допущена до відбіркових телевізійних концертів.
У липні того ж року музиканти вперше зіграли Running Low у легендарній концертній залі Дзинтарі на фестивалі «Лайма Вайкуле. Рандеву в Юрмалі 2017».
У червні 2017 року на концерті до Дня молоді Mountain Breeze виступили перед 20-тисячною аудиторією на стадіоні «Ворскла».
Влітку того ж року гурт виступив на всіх найбільших музичних фестивалях України: Atlas Weekend, Схід-Рок, Woodstock Ukraine, RazomFest.
23 жовтня 2017 року Mountain Breeze презентували нову пісню — WWWT (What's Wrong With That) і почали активну роботу над дебютним альбомом.

### 2018: відбір на «Євробачення»
Гурт брав участь у Національному відборі на пісенний конкурс Євробачення-2018.
17 лютого 2018 року в ефірі телеканалу СТБ Mountain Breeze представили нову ліричну композицію під назвою «I See You», з якою брали участь у другому півфіналі Національного відбору на Євробачення-2018. Група зайняла 4-те місце з результатом 12 балів (6 від суддів і 6 від глядачів), залишившись у кроці від продовження боротьби у фіналі. Пісня була написана фронтменом гурту Олександром Біляком.
I See You стала першою піснею у репертуарі Mountain Breeze, на яку був знятий кліп. Відео знімали у Києві, в одному із залів знаменитого Шоколадного будиночка.
На початку 2018 року група також випустила танцювальний сингл Dance Like This, який увійшов до дебютного лонгплею.
10 травня Mountain Breeze презентували відеокліп на пісню Running Low, який був знятий в Португалії незадовго до їх участі у відборі на Євробачення від України.

## Дебютний альбом
5 травня 2018 року Mountain Breeze випустили перший студійний альбом «Say It Loud», до якого увійшли десять треків (чотири вже оприлюднених раніше пісні, п'ять нових композицій і один ремікс).

## Склад
- Олександр Біляк (з 2014 року) — вокал, гітара.[1997 р.н.]
- Ілля Біляк (з 2014 року) — барабани, перкусія.[1999 р.н.]
- Михайло Малий (з 2017 року) — бас-гітара.[1998 р.н.]

## Дискографія

### Альбоми
- Say It Loud (2018)
  1. Running Low
  2. Fallen
  3. I See You
  4. Dance Like This
  5. WWWT (What's Wrong With That)
  6. S.O.S.
  7. Stop It
  8. Say It Loud
  9. I Could Be
  10. Running Low (Remix)
- 9 минут (2020)

### Сингли
- 2017 — «Running Low»
- 2017 — «WWWT» (What's Wrong With That)
- 2018 — «I see you»
- 2018 — «Dance Like This»

### Відеокліпи
- «I See You» (2018)
- «Running Low» (2018)